# Phyla stoechadifolia
Phyla stoechadifolia är en verbenaväxtart som först beskrevs av Carl von Linné, och fick sitt nu gällande namn av John Kunkel Small. Phyla stoechadifolia ingår i släktet Phyla och familjen verbenaväxter. Inga underarter finns listade i Catalogue of Life.